# Oxyrhopus melanogenys
Oxyrhopus melanogenys es una especie de serpiente perteneciente a la familia Colubridae.

## Distribución
Se encuentra en el norte de Sudamérica donde se distribuye por Bolivia, Perú, Brasil, Ecuador, Colombia, Guyana, Venezuela:

## Subespecies
- Oxyrhopus melanogenys melanogenys (Tschudi, 1845)
- Oxyrhopus melanogenys orientalis Cunha & Nascimiento, 1983